# Шмелевидка жимолостная
Бражник жимолостный, или шмелевидка жимолостная (лат. Hemaris fuciformis), — бабочка из семейства бражников.

## Описание
Длина передних крыльев 20—24 мм. Размах крыльев 38—42 мм. Похож на шмелевидку скабиозовую. В отличие от неё медиальная ячейка переднего крыла разделена жилкой. У самок кайма на крыльях темнее. Необычны довольно маленькие по сравнению с передними задние крылья. Грудь у основания брюшка в густых зеленоватых волосках, средина брюшка с тёмно-фиолетовым и жёлтым поясками, конец брюшка чёрный, посредине жёлтый. Своими прозрачными крыльями, коротким плотным брюшком и окраской напоминает шмеля.

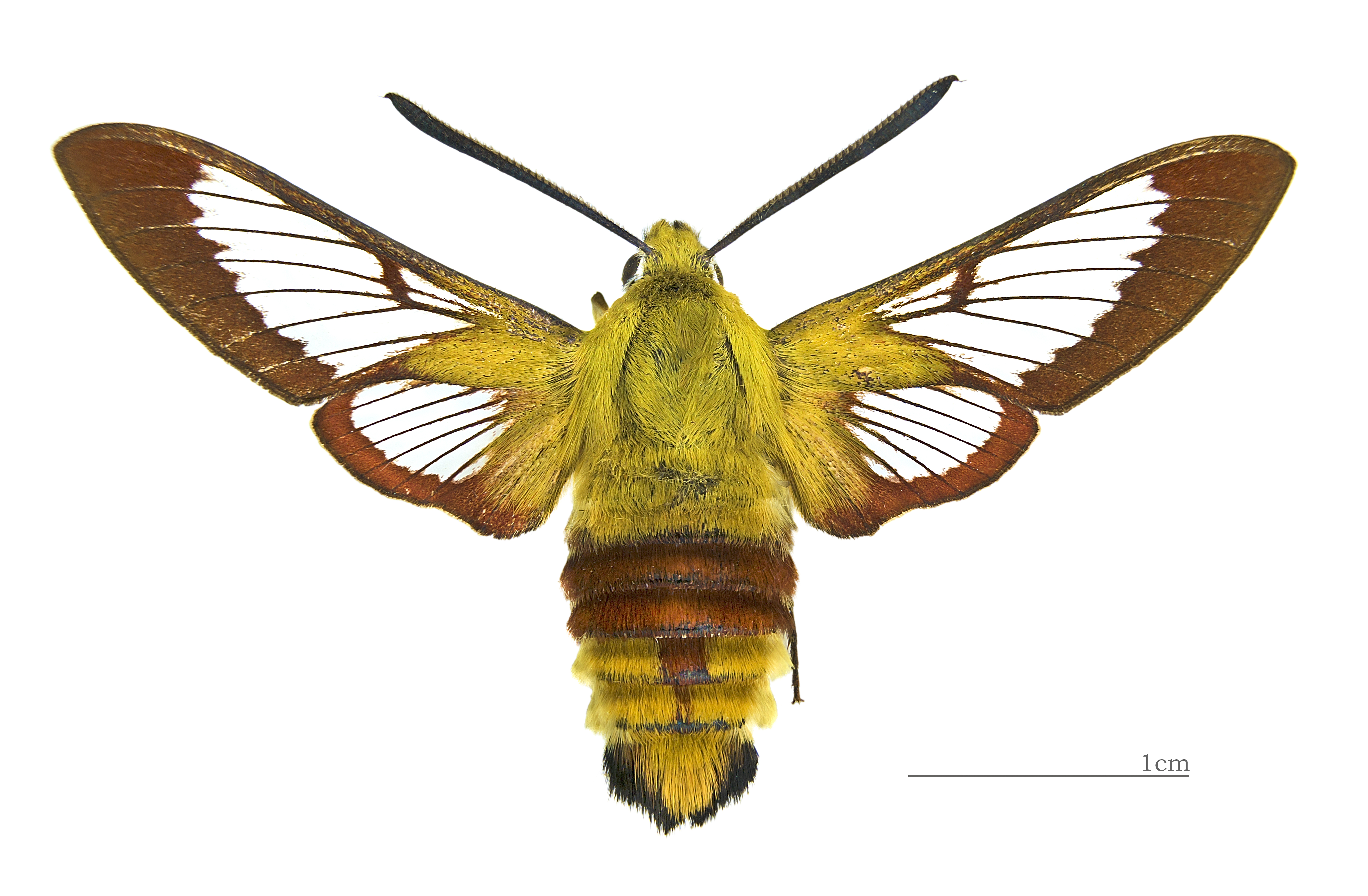
Самец. Вид сверху
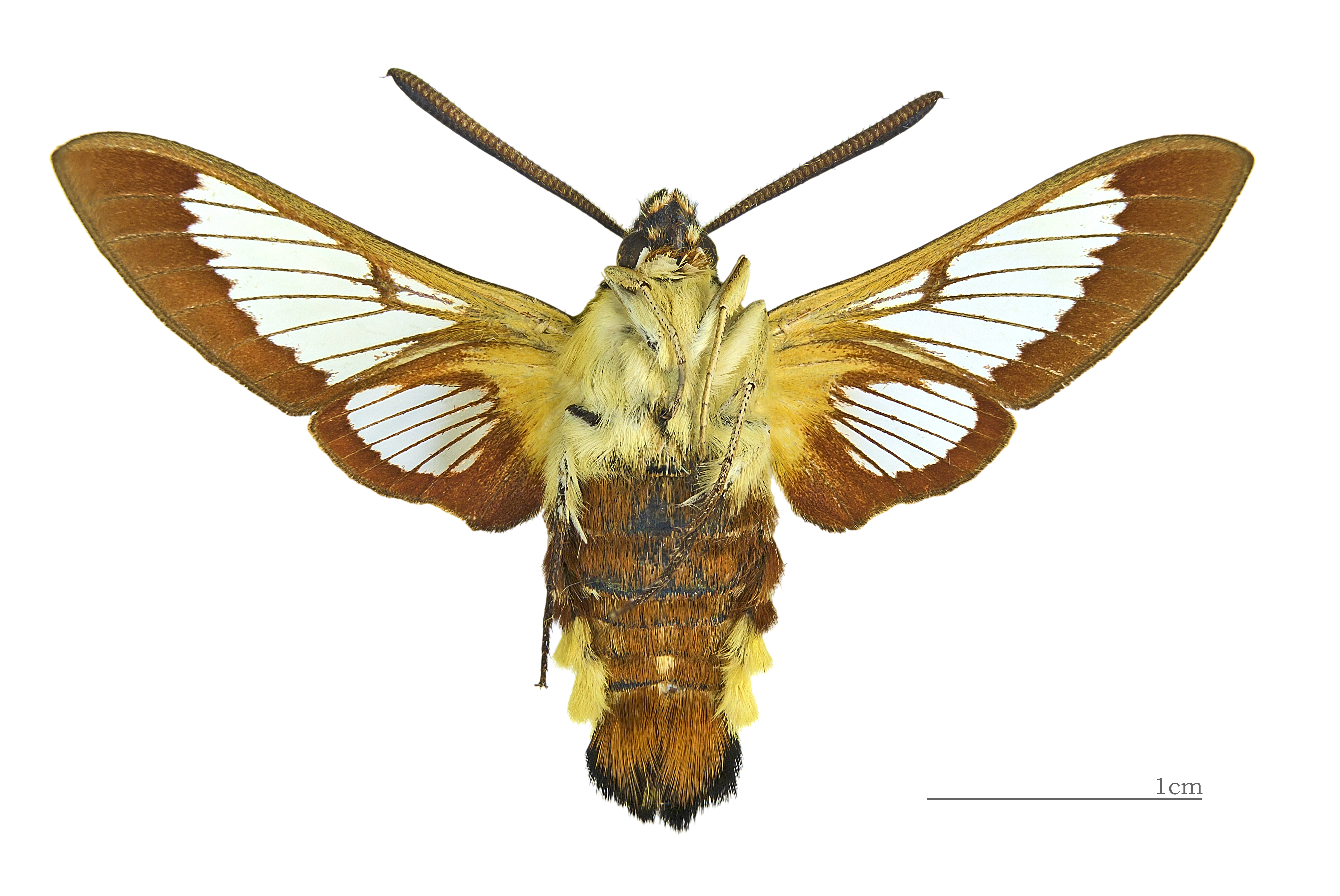
Самец. Вид со стороны брюшка

## Ареал
Палеарктика: Центральная и Южная Европа, север Турции, Афганистан, Северо-Западный Китай (Синьцзян: горы Тянь-Шаня), Северная Индия (Химачал Прадеш); в СНГ — в европейской части, на север до Ижмы в Коми, Кавказ, горы Средней Азии, Казахстан, почти вся Сибирь, на север до Октябрьского в Приобье (Ханты-Мансийский АО), Центральной Якутии и Магадана, юго-восточная граница проходит по Западному (до Сохондинского заповедника) и Северному Забайкалью, Северному и Нижнему Приамурью, обитает и на Сахалине. В горах встречается на высоте до 2000 м.

## Местообитания
На солнечных сухих территориях, на лесных полянах, в тёплых пойменных лесах, на южных склонах гор, а также вдоль ручьёв и рек, изредка в садах.

## Время лёта
С конца мая до начала июля.

## Жизненный цикл

### Гусеница

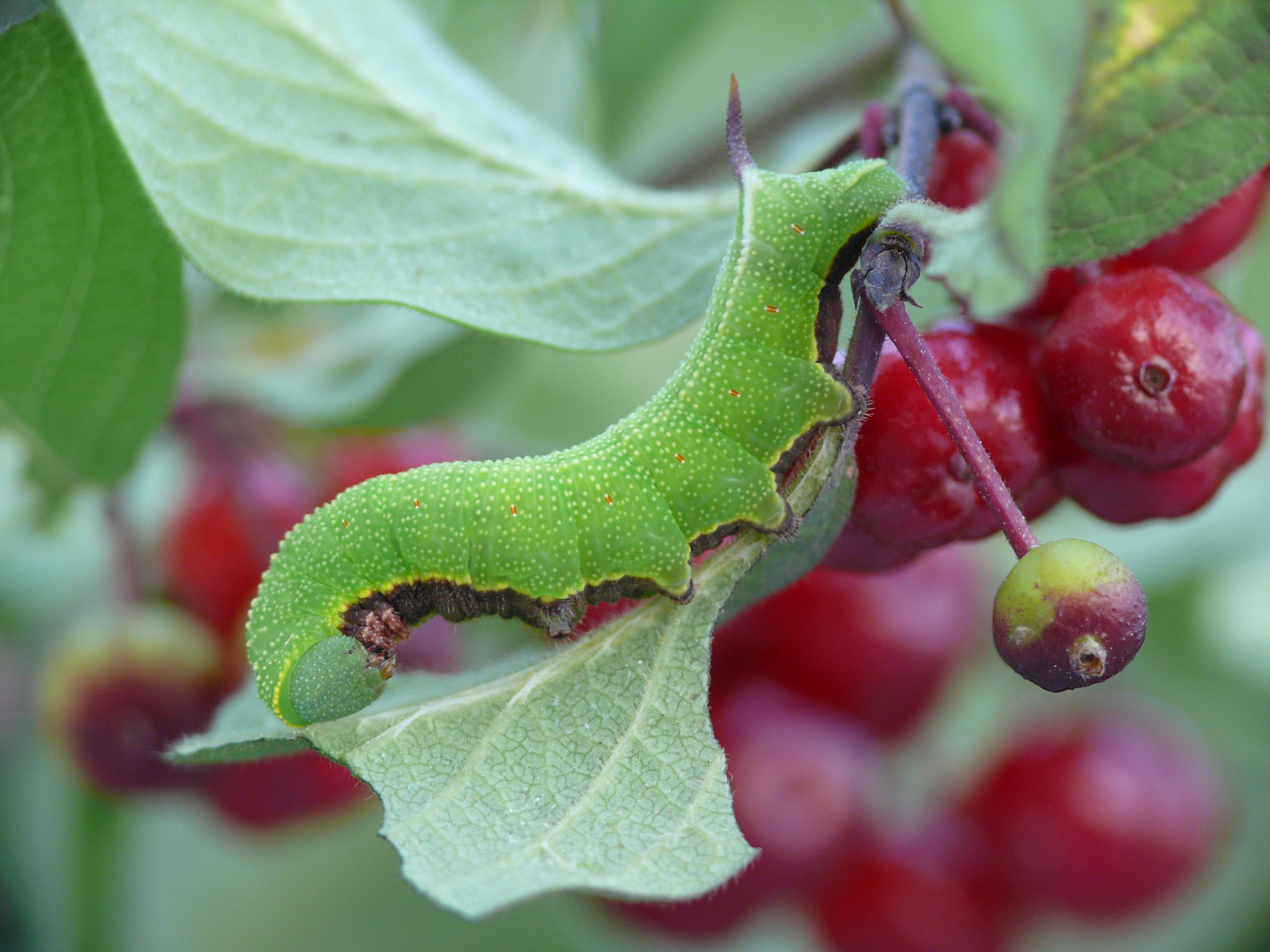

Стадия гусеницы: с июля до августа. Гусеница зелёного цвета, с двумя белыми полосами, проходящими на спине. Рог на конце брюшка почти прямой, красно-бурый. Кормовые растения гусениц — жимолость, снежноягодник ветвистый (Symphoricarpus racemosus).

### Куколка
Окукливание в рыхлом коконе на поверхности земли или в почве.